# Vilémovský viadukt
Vilémovský viadukt protíná údolí Vilémovského potoka u osady Dolina, která je částí obce Vilémov v okrese Děčín v Ústeckém kraji. Viadukt je součástí železniční tratě Rumburk–Sebnitz, která byla uvedena do provozu na počátku 20. století.

## Historie
V roce 1904 byla zprovozněna část železniční trati v úseku Mikulášovice – Dolní Poustevna společnosti České severní dráhy (Böhmische Nordbahn) a v následujícím roce přibyl úsek Dolní Poustevna – Sebnitz (provoz na tomto úseku trati byl přerušen 8. května 1945 a obnoven v roce 2014). Součástí trati byl železniční most, který překlenul Vilémovské údolí s Vilémovským potokem. Most byl postaven v období 1903–1904 pražskou stavební firmou Franz Schön & Söhne pod vedením stavbyvedoucího Ladislava Myslíka. Viadukt byl v osmdesátých letech 20. století zesílen a v roce 2009 byl celkově rekonstruován. V letech 2020–2021 proběhla rekonstrukce mostu, při níž byly sanovány pilíře, opěry a vyměněna mostní konstrukce.
Kolem mostu vede  modrá turistická stezka z Mikulášovic dolního nádraží přes Vilémov do Horní Poustevny.

## Popis
Jednokolejový most se nachází na trati z Rumburka do Sebnitz v km 21,502. Celková délka mostu je 217,3 metrů. Krajní část viaduktu tvoří kamenné opěry s malými oblouky. Pět polí po 38 metrech a celkové délce 190 m tvořila nýtovaná přímopásová příhradová mostová ocelová konstrukce s horní mostovkou. Ocelová konstrukce byla položena na čtyřech kamenných pilířích o výšce 12 až 38 m. Traťový svršek je ve výšce až 34 m. Dva pilíře spočívají na pevném podloží, dva na podloží tvořeném sedimenty. Pro nejvyšší pilíř byl založen základ do hloubky sedmi metrů, průřez sloupu u základny je 15 × 15 m. Ke stavbě pilířů byl použit místní lužický granodiorit.

## Rekonstrukce 2020–2021
Investorem rekonstrukce byla Správa železnic, projekt vypracovala společnost Sudop Praha a TOP CON Servis s.r.o., provedení rekonstrukce, sanace a výrobu mostu zabezpečily firmy FIRESTA – Fišer, rekonstrukce, stavby a.s. a Chládek a Tintěra, Pardubice. Zahájení rekonstrukce bylo 6. března 2020. Kvůli pandemii covidu 19 se ze zahraničí opozdily dodávky materiálu pro výrobu nové mostní konstrukce a tím se prodloužila délka rekonstrukce. Vlastní výměna mostní konstrukce byla zahájena výlukou 18. dubna 2021 a byla ukončena na začátku srpna 2021 zatěžovací zkouškou, dokončovacími pracemi a úpravou terénu.

### Nová mostní konstrukce
Hlavním požadavkem na návrh nové mostní konstrukce bylo nezměnit krajinný ráz v údolí. Pro tento účel byla navržena a vyrobena ocelová příhradová konstrukce obdobná tvarově a rozměrově původnímu mostu.
Pět polí nosné konstrukce bylo vyrobeno jako celoocelová svařovaná trámová příhradová konstrukce s horní mostovkou s rozpětím 36,8 m a jako kosočtverečná soustava se svislicemi. Vzdálenost příhrad je 3,68 m, horní a dolní pás hlavních nosníků, které jsou konstruovány jako uzavřený obdélník, jsou od sebe vzdáleny 3,95 m. Osová vzdálenost hlavních nosníků je 3,0 m. Šířka celé konstrukce s chodníkovými ochozy a zábradlím je 5,4 m a výška 5,845 m. Hlavní nosníky jsou vyrobeny z oceli S 355. Celková hmotnost ocelové nosné konstrukce je 512 t (5 × 102,5 t), hmotnost mostního vybavení je 55 t. Mostní konstrukce byla uložena na původních sanovaných pilířích a opěrách na kalotových tahových ložiscích.

### Sanace spodní stavby
Řádkové zdivo z granodioritových kvádrů o rozměrech 0,3 × 0,6 m je skládáno na těsno s výplní úlomků kamene prolitými jemnou maltou. U obvodového zdiva pilířů a zdiva kleneb byla provedena mikroinjektáž speciální cementovou suspenzí. Po celém obvodu paty pilíře P4 byla provedena sloupová ochrana pomocí tryskové injektáže. Na opěrách byly provedeny nové přechodové oblasti a byly zpevněny svahové kužely pomocí ocelových sítí.

### Montáž a demontáž ocelových konstrukcí
Od října 2020 do března 2021 byly naváženy mostní konstrukce z výrobních závodů na montážní plošinu a prováděny předmontáže. Výměna staré a nové konstrukce byla provedena pomocí metody postupného výsuvu. Na pilířích byly instalovány nové železobetonové prahy, jejich provedení bylo v předstihu za provozu na trati. Na tyto prahy byly postaveny věže systému PIŽMO a na ně byl umístěn příhradový nosník ze systému PERI. Pomocí hydraulických válců byla stará část konstrukce vyzdvižena a pomocí pojízdné dráhy na pomocném nosníku podélně vysunuta nad sousední pole, uložena na podvozek a odvezena na montážní plošinu k rozřezání. Nová nosná konstrukce byla z montážního vozu zavěšena na portál a nasunuta na místo uložení a spuštěna na ložiska. Výměna trvala tři měsíce. Následovala demontáž pomocné konstrukce, montáž chodníkových konzol se zábradlím. Na mostě byl osazen nový železniční svršek svařený do bezstykové koleje s pružným upevněním se sníženou svěrnou silou typ Vossloh DFF 300.
Zátěžová zkouška byla provedena na začátku srpna 2021 za použití sestavy zátěže ze čtveřice podvozků Y25 Ls1(NY-MAG) s naloženými silničními panely o celkové hmotnosti 180 t a posunovacím hnacím vozidlem dieselové trakce o hmotnosti 22 t.